# Ньюкасл (Мен)
Ньюкасл (англ. Newcastle) — місто (англ. town) в США, в окрузі Лінкольн штату Мен. Населення — 1848 осіб (2020).

## Демографія
Згідно з переписом 2010 року, у місті мешкали 1752 особи в 787 домогосподарствах у складі 505 родин. Було 992 помешкання
Расовий склад населення:
| - 97,8 % — білих - 0,5 % — корінних американців - 0,3 % — азіатів - 0,1 % — чорних або афроамериканців |

До двох чи більше рас належало 1,2 %. Частка іспаномовних становила 0,7 % від усіх жителів.
За віковим діапазоном населення розподілялося таким чином: 18,6 % — особи молодші 18 років, 58,3 % — особи у віці 18—64 років, 23,1 % — особи у віці 65 років та старші. Медіана віку мешканця становила 49,6 року. На 100 осіб жіночої статі у місті припадало 91,3 чоловіків;  на 100 жінок у віці від 18 років та старших — 86,9 чоловіків також старших 18 років.
Середній дохід на одне домашнє господарство  становив 84 228 доларів США (медіана — 64 216), а середній дохід на одну сім'ю — 113 006 доларів (медіана — 85 547). Медіана доходів становила 50 789 доларів для чоловіків та 40 179 доларів для жінок. За межею бідності перебувало 5,7 % осіб, у тому числі 2,2 % дітей у віці до 18 років та 5,5 % осіб у віці 65 років та старших.
Цивільне працевлаштоване населення становило 908 осіб. Основні галузі зайнятості: освіта, охорона здоров'я та соціальна допомога — 30,4 %, будівництво — 13,1 %, виробництво — 12,3 %, роздрібна торгівля — 12,2 %.